# Lepidopilum filiferum
Lepidopilum filiferum är en bladmossart som beskrevs av Bescherelle in Fournier 1872. Lepidopilum filiferum ingår i släktet Lepidopilum och familjen Daltoniaceae. Inga underarter finns listade i Catalogue of Life.